# Baich Mihály

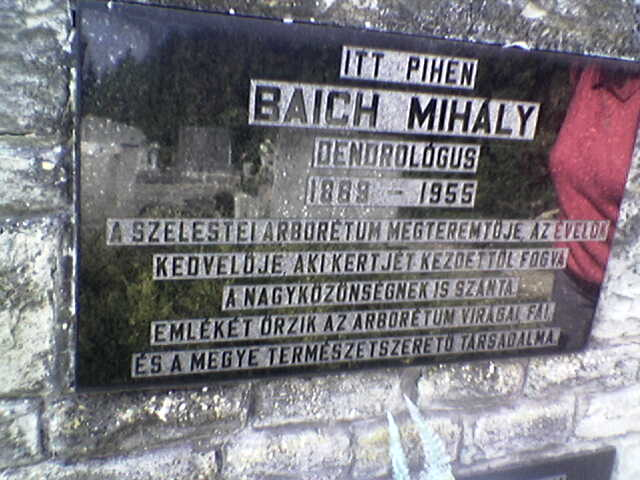
Baich Mihály sírja Szelestén

Vardiai Baich Mihály báró (Krassó vármegye, Szatumik, 1889. október 29. - Szeleste, 1955. március 17.) dendrológus, parképítő, arborétum-alapító.

## Élete
Baich Mihály a Krassó megyei Szatumikben, a későbbi Lugoskisfalun, (jelenleg Victor Vlad Delamarina) született 1889-ben. Az alsószelestei kastélyt és a hozzá tartozó birtokot  amely Alsószeleste, Ölbő és Pósfa községek területére terjedt ki 1910-ben vásárolta meg Festetich Andortól. 1913-ban költözött oda, és folytatta a kastélyt övező park fejlesztését, amelyet az előző tulajdonos már elkezdett.
Új fajokkal bővítette a kertet, majd 1914-ben üvegházat és melléképületeket építtetett. A háború a növények telepítését is hátráltatta. 1925-ben készült el a kastélyhoz vezető szerpentinút. 1927-re alakult ki a park két fő része: a felső dendrológiai és az alsó évelőskert.
Baich Mihályt szoros barátság fűzte Gáyer Gyulához, Saághy Istvánhoz és Ambrózy-Migazzi Istvánhoz is.
Az arborétum területét 1928-ban bővítette, ekkor növekedett 13,5 ha-ra. A kastély és a park a második világháborút követő államosításig volt a tulajdonában. Kertépítő munkáját 1945 után már nem folytathatta, a földosztáskor a parkot elvették tőle, vagyonát államosították, de ő továbbra is a kastélyban lakhatott, a falu népe nem bántotta. 1952-ben aztán az arborétumot természetvédelmi területté nyilvánították. Később a bárót is kilakoltatták a kastélyból, a volt parádés kocsisa fogadta be, nála lakott évekig, majd 1955-ben, egy vasárnapi mise alatt otthon öngyilkos lett.
A tiszteletére állított szobor felirata:
BÁRÓ BAICH MIHÁLY "a virágok bárója" 1889 - 1955